# 1040

## Evenimente
- 23 mai: Bătălia de la Dandanaqan (Turkmenistan). S-a dat între selgiucizi conduși de Chagri Beg Tughril și Imperiul Ghaznavid, condus de Mas'ud I, încheiată cu victoria selgiucizilor.
- 15 august: Regele Duncan I al Scoției este ucis într-o bătălie (la Thorfinn Burghead) împotriva primului său văr și rival, Macbeth al Scoției, care succede la tronul Scoției.

## Nașteri
- 27 iunie: Ladislau I al Ungariei, rege al Ungariei (d. 1095)
- iunie: Alfonso VI (cel Curajos), rege al Leonului, Castiliei și Galiciei (d. 1109)

## Decese
- 17 martie: Harold Picior-de-Iepure, rege al Angliei (n. 1015)
- 15 august: Duncan I al Scoției (n. 1001)